# 华阳中正坊
华阳中正坊又名四门川，位于中国安徽省宣城市绩溪县城区华阳镇适之街，为两层方形硬山顶楼阁，底层四面设门，传宋代营建县城时测此为中、四方延伸而成，现存底层砖砌券门为明代遗物，为青砖净缝砌筑，顶层木构建于民国，四面檐下均设木质矮窗，窗下有“中正坊”三字墙匾。